# Alfredo Gauro Ambrosi
Pour les articles homonymes, voir Ambrosi.
Alfredo Gauro Ambrosi est un peintre italien né à Rome le 8 août 1901 et mort à Vérone le 25 juin 1945.

## Biographie
Alfredo Gauro Ambrosi est né le 8 août 1901 à Rome. Il meurt en 1945 à Vérone. C'est un peintre futuriste adepte de l'Aéropeinture, au service du Duce Benito Mussolini durant les années 1920-1940.
Alfredo Gauro Ambrosi a notamment peint Aeroritratto di Benito Mussolini aviatore, tableau futuriste où le visage de Mussolini se superpose à la représentation des monuments de la Rome antique (celle de Jules César) et de l'Italie, une représentation imagée de la dictature qu'il exerçait sur son pays à Rome.

## Œuvres

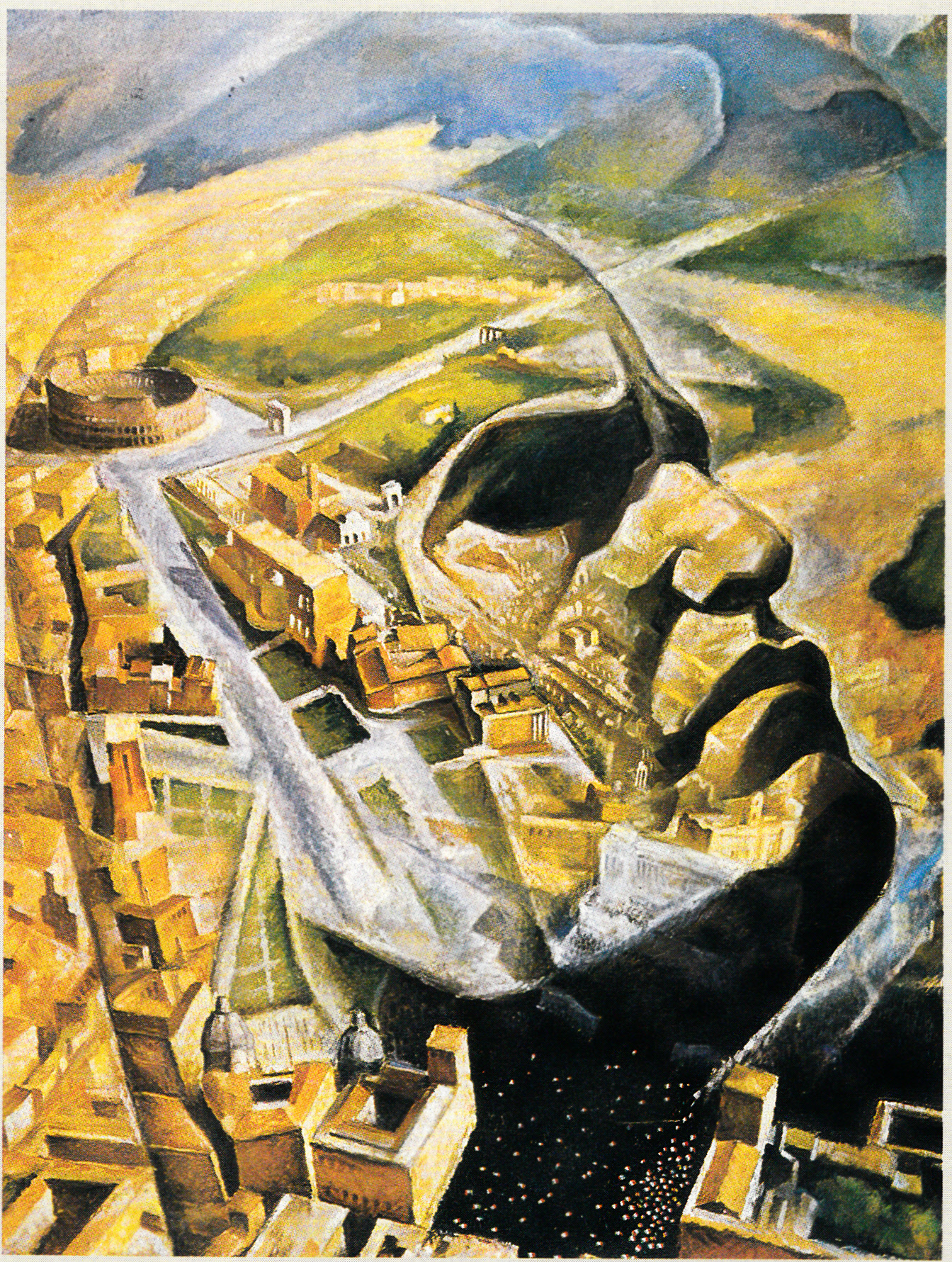
Aeroritratto di Mussolini aviatore, 1930.

- Ritratto di Benito Mussolini con sfondo di Roma, 1930
- Aeroritratto di Benito Mussolini aviatore, 1930
- Battaglia aerea, 1933
- Allegoria del golfo e del palazzo delle poste di La Spezia, 1933
- Aeropittura, 1935
- Aero-ritratto di Gianni Caproni, 1938
- Aero-ritratto di Gianni Caproni di Taliedo, 1941
- Aero-ritratto di Timida Caproni di Taliedo, 1941
- Pronto per l’attacco/Canale di Sicilia, 1942
- Attacco con aereo Caproni, 1942
- Colosseo
- Musquetaire au manteau rouge